# Rhogepeolus rozenorum
Rhogepeolus rozenorum är en biart som beskrevs av Molly G. Rightmyer 2003. Rhogepeolus rozenorum ingår i släktet Rhogepeolus och familjen långtungebin. Inga underarter finns listade i Catalogue of Life.